# Omero Lucchi
Omero Lucchi (Lanusei, 11 settembre 1917 – ...) è stato un militare italiano, insignito della medaglia d'oro al valor militare a vivente nel corso della seconda guerra mondiale.

## Biografia
Nacque a Lanusei, provincia di Nuoro, l'11 settembre 1917.
Di famiglia originaria della Romagna, frequentò la scuola superiore a Cagliari conseguendo la maturità classica. Arruolatosi volontariamente nel Regio Esercito nel 1935 in qualità di allievo sottufficiale nell'arma di artiglieria venne promosso sergente nel 1936, e due anni dopo fu nominato aspirante ufficiale di complemento nel 16º Reggimento artiglieria divisionale. Divenuto sottotenente dal 1º ottobre del 1939 venne trattenuto in servizio attivo, e dal 10 giugno 1940, all'atto dell'entrata in guerra del Regno d'Italia partecipò alle operazioni belliche svolte sul fronte occidentale. Nel luglio 1941, a domanda, fu inviato a Tarquinia presso il 1º Reggimento paracadutisti per frequentare l'apposito corso di addestramento, ed ottenuto il brevetto nell'aprile 1942 venne assegnato al VII Battaglione del 186º Reggimento paracadutisti "Folgore" mobilitato.  Nel luglio successivo dalla Grecia partì in volo per l'Africa Settentrionale Italiana e raggiunto il fronte di El Alamein, prese parte quale comandante di una sezione mortai da 81 ai combattimenti di agosto-settembre intorno ad El Qattara, all'estrema destra dello schieramento dell'armata italo-tedesca. Rientrato in Italia dopo essere rimasto gravemente ferito il 4 settembre, riprese servizio il 15 marzo 1943 nel battaglione guastatori della 184ª Divisione paracadutisti "Nembo" mobilitato in Sardegna dove si trovava alla data dell'armistizio dell'8 settembre 1943. Nominato tenente in servizio permanente effettivo con anzianità gennaio 1942, partecipò con lo stesso battaglione, trasferito in continente, alla guerra di liberazione italiana. Promosso capitano per meriti di guerra nel gennaio 1944 prestò successivamente servizio presso la Missione Militare Alleata, alle Scuole militari di Cesano, all'Ispettorato dell'Arma di Fanteria, ed infine, dal 20 marzo 1947, al Centro paracadutismo in Roma. Collocato nella riserva per infermità di guerra dal luglio 1953, veniva poi promosso maggiore.